# Монумент Славы (Кривой Рог)

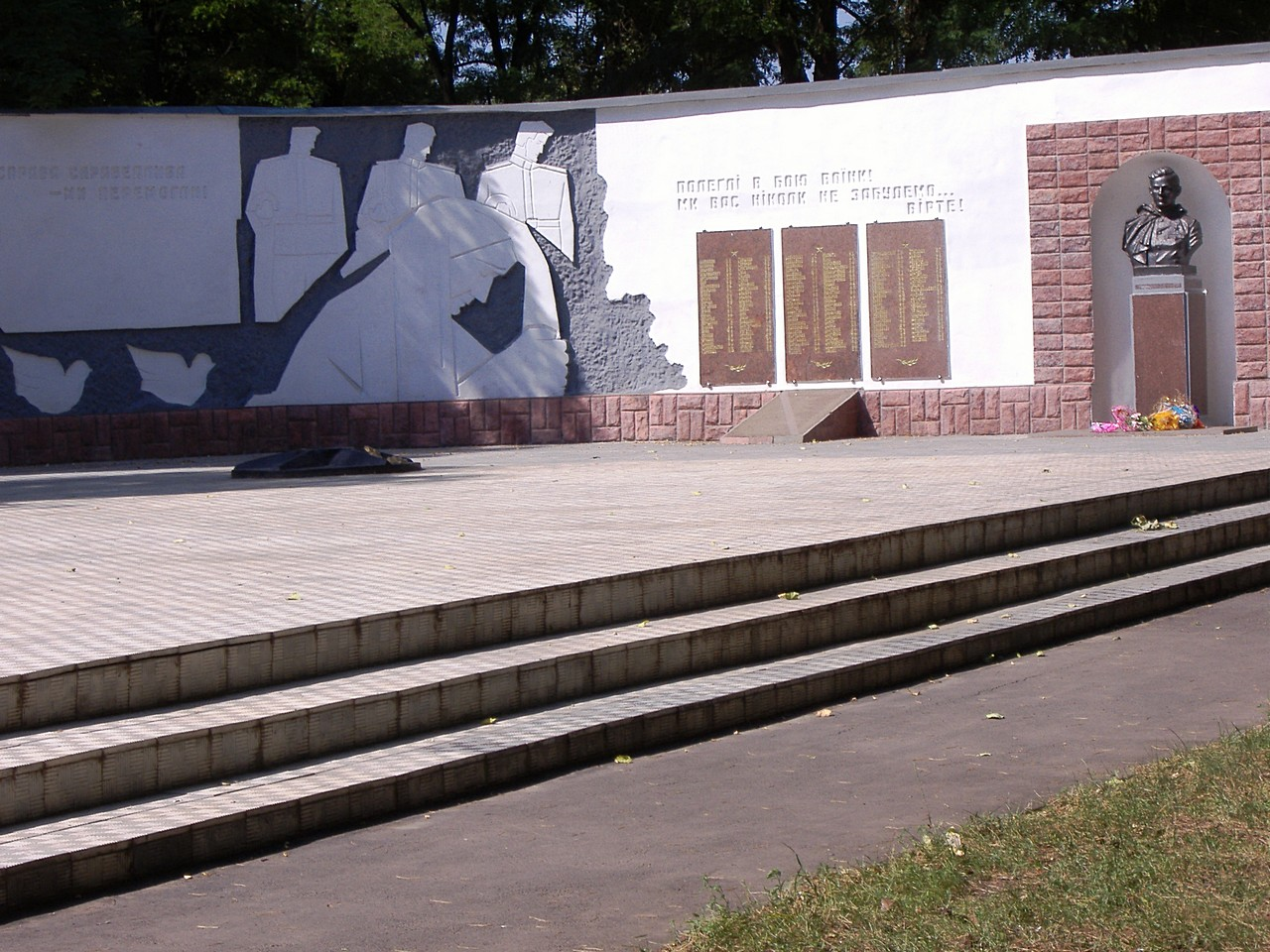
Стела с бюстом и могилой Фёдора Леонтьевича Каткова

Монумент Славы— памятник истории Великой Отечественной войны в Ингулецком районе города Кривой Рог Днепропетровской области.

## История
В марте 1944 года части 88-й гвардейской стрелковой дивизии 8-й гвардейской армии освободили посёлок Ингулец от немецко-фашистских оккупантов.
9 мая 1970 года открыт мемориальный комплекс, посвящённый этим событиям и в честь воинов-освободителей рудника Ингулец.
В 1975 году состоялось перезахоронение Героя Советского Союза Фёдора Леонтьевича Каткова, участвовавшего в боях за Ингулец.
В 1975 году проведена первая реконструкция.
В 1995 году проведена вторая реконструкция.

## Характеристика
Скульптор — инженер Анатолий Николаевич Кашпаров. На момент открытия памятник состоял из трёх элементов:
- Г-образная стела из известняка-ракушечника на бетонном постаменте (цокольная часть на высоте 45 см обложена декоративной фактурной плиткой, всё остальное пространство занято декоративной композицией на военную тематику в технике плоского рельефа на «утопленном» сером фоне);
- железобетонная скульптура «Слава» в виде поясного изображения солдата, с прижатыми к груди руками, которая в правой руке держит вертикально поднятый автомат ППШ: высота скульптуры 3,2 м, постамента — 6,4 м;
- вечный огонь в виде звезды, вписанной в металлический круг, с отверстием по центру.

После первой реконструкции в 1975 году стела была удлинена благодаря полукруглой нише глубиной 1 м, шириной 1,3 м и высотой 2,75 м в которой установлен бетонный бюст Фёдора Каткова высотой 1 м, чеканеный медным листом, покрытым чернью, на двухступенчатом постаменте высотой 1,2 м, облицованном плитами красного гранита. Перед нишей — плита красного гранита с информацией о подвиге Героя Советского Союза.
После второй реконструкции в 1995 году на стеле перед нишей было установлено три гранитных памятных доски с фамилиями 138 погибших (поисковые работы проводил краевед О. И. Прокопчук) и танк Т-34 на наклонном скошенном пьедестале с информационной табличкой: «Жителям города Ингулец в честь 50-летия Победы в Великой Отечественной войне 1941—1945 гг.».
В 2014 году памятник был дополнен ещё одной мемориальной доской из лабрадорита с фамилиями погибших партизан-подпольщиков — членов отряда Георгия Седнева и Аллеей Славы Героев Советского Союза — освободителей посёлка Ингулец и села Зелёное.